# Đào Duy Minh
Đào Duy Minh (15 tháng 5 năm 1954 – 23 tháng 1 năm 2020) là một sĩ quan cấp cao của Quân đội nhân dân Việt Nam, hàm Trung tướng, nguyên Chính ủy Quân khu 5 (2010-2011), nguyên Phó Chủ nhiệm Tổng cục Chính trị (2011-2015).

## Lịch sử thụ phong quân hàm
| Năm thụ phong | 1979                                                | 1981                                      | 1984                                    | 1988                                                 | 1992                                      | 2000                                             | 2007                                            | 2011                                                 |
| ------------- | --------------------------------------------------- | ----------------------------------------- | --------------------------------------- | ---------------------------------------------------- | ----------------------------------------- | ------------------------------------------------ | ----------------------------------------------- | ---------------------------------------------------- |
| Quân hàm      | Tập tin:Vietnam People's Army Senior Lieutenant.jpg | Tập tin:Vietnam People's Army Captain.jpg | Tập tin:Vietnam People's Army Major.jpg | Tập tin:Vietnam People's Army Lieutenant Colonel.jpg | Tập tin:Vietnam People's Army Colonel.jpg | Tập tin:Vietnam People's Army Senior Colonel.jpg | Tập tin:Vietnam People's Army Major General.jpg | Tập tin:Vietnam People's Army Lieutenant General.jpg |
| Cấp bậc       | Thượng úy                                           | Đại úy                                    | Thiếu tá                                | Trung tá                                             | Thượng tá                                 | Đại tá                                           | Thiếu tướng                                     | Trung tướng                                          |

## Khen thưởng
- Huân chương Chiến công hạng Nhì, hạng Ba;
- Huân chương Chiến sĩ giải phóng hạng Nhì, hạng Ba;
- Huân chương Chiến sĩ vẻ vang hạng Nhất, Nhì, Ba;
- Huy chương kháng chiến chống Mỹ cứu hạng Nhất;
- Huy chương Quân kỳ Quyết thắng;
- Huy hiệu 45 năm tuổi Đảng.

## Gia đình
- Vợ: Trần Thị Tiếp, Thiếu tá QNCN, Nhân viên Phòng Kỹ thuật, Bộ CHQS tỉnh Quảng Ngãi
- Con trai: Đào Duy Tân (sinh 1982), Thượng Tá, Phó Chỉ huy trưởng  - Tham Mưu trưởng - Bộ chỉ huy quân sự tỉnh Đắk Nông thuộc Quân khu 5[2][6][7]
- Con trai: Trung tá Đào Tiến Tân (sinh 1989) , Chủ nhiệm Hậu cần, Lữ đoàn Thông tin 575  thuộc Quân khu 5, con rể nguyên Tư lệnh Quân khu 5, Nguyễn Long Cáng.